# Roberto Porta
Roberto Porta (7 de junio de 1913 — 2 de enero de 1984) fue un futbolista y entrenador uruguayo. Durante su carrera en el club jugó en Nacional (Uruguay), Internazionale (Italia) e Independiente (Argentina). Jugó 33 partidos internacionales y marcó 13 goles con la selección de fútbol de Uruguay de 1937 a 1945 y también jugó 1 partido con la selección de fútbol de Italia en 1935. Fue el entrenador de la selección de Uruguay en la Copa del Mundo FIFA de 1974 en Alemania.

## Trayectoria
Como futbolista tuvo destacadas actuaciones durante los años 1940 al integrar la delantera que conquistó el Quinquenio del Club Nacional de Football uruguayo. También ganó una Copa América con el seleccionado uruguayo. Como entrenador dirigió a Uruguay en la Copa Mundial de Fútbol de 1974. También formó parte de la selección italiana como jugador. En noviembre de 2018 Nacional lo homenajeó nombrando una de las canchas del Complejo Deportivo Los Céspedes en su honor.
Era sobrino del también futbolista y emblema del Club Nacional de Football, Abdón Porte.

## Selección nacional
Fue internacional con la Selección de fútbol de Uruguay en 33 ocasiones, convirtiendo 13 goles. También llegó a participar con la Selección de fútbol de Italia.

### Participaciones en Copa América
| Copa              | Sede    | Resultado  | PJ | Goles |
| ----------------- | ------- | ---------- | -- | ----- |
| Copa América 1939 | Perú    | Subcampeón | 4  | 3     |
| Copa América 1941 | Chile   | Subcampeón | 4  | 1     |
| Copa América 1942 | Uruguay | Campeón    | 6  | 5     |
| Copa América 1945 | Chile   | 4.º puesto | 6  | 3     |
| Total             | Total   | Total      | 20 | 12    |

## Clubes

### Como futbolista
| Club           | País      | Año       |
| -------------- | --------- | --------- |
| Nacional       | Uruguay   | 1928–1931 |
| Independiente  | Argentina | 1931–1933 |
| Internazionale | Italia    | 1933–1936 |
| Sud América    | Uruguay   | 1936      |
| Nacional       | Uruguay   | 1937–1947 |

| Equipo | Año          |
| --- | ------------ |
| Bella Vista - Divisiones Inferiores Club Nacional de Football - Selección Uruguaya -Cerro - Nacional - Rampla - Sud América - Racing - Cerro - Selección Uruguaya Mundial Alemania 1974 | 1952 al 1974 |

## Palmarés

### Campeonatos nacionales
| Título                  | Club     | País    | Año  |
| ----------------------- | -------- | ------- | ---- |
| Torneo de Honor (1)     | Nacional | Uruguay | 1938 |
| Campeonato Uruguayo (1) | Nacional | Uruguay | 1939 |
| Torneo de Honor (2)     | Nacional | Uruguay | 1939 |
| Campeonato Uruguayo (2) | Nacional | Uruguay | 1940 |
| Torneo de Honor (3)     | Nacional | Uruguay | 1940 |
| Campeonato Uruguayo (3) | Nacional | Uruguay | 1941 |
| Torneo de Honor (4)     | Nacional | Uruguay | 1941 |
| Campeonato Uruguayo (4) | Nacional | Uruguay | 1942 |
| Torneo de Honor (5)     | Nacional | Uruguay | 1942 |
| Campeonato Uruguayo (5) | Nacional | Uruguay | 1943 |
| Torneo de Honor (6)     | Nacional | Uruguay | 1943 |
| Campeonato Uruguayo (6) | Nacional | Uruguay | 1946 |
| Torneo de Honor (7)     | Nacional | Uruguay | 1946 |

### Copas internacionales
| Título                                  | Club (*)             | País    | Año     |
| --------------------------------------- | -------------------- | ------- | ------- |
| Copa Dr. Gerö                           | Selección de Italia  | Italia  | 1933-35 |
| Copa Aldao                              | Nacional             | Uruguay | 1940    |
| Copa América                            | Selección de Uruguay | Uruguay | 1942    |
| Copa de Confraternidad Escobar - Gerona | Nacional             | Uruguay | 1945    |
| Copa Aldao                              | Nacional             | Uruguay | 1942    |